# Pycnoscelus janetscheki
Pycnoscelus janetscheki es una especie de cucarachas del género Pycnoscelus, familia Blaberidae. Esta especie es endémica de Nepal.

## Historia
Fue descrito por primera vez en 1968 por Bei-Bienko.